# Bodil Duus
Bodil Duus (* um 1915, geborene Bodil Rise) war eine dänische Badmintonspielerin. 

## Karriere
Als Bodil Rise gewann sie 1934 die dänischen Juniorenmeisterschaften. 1936 und 1938 siegte sie bei den Denmark Open im Damendoppel mit Tonny Olsen. 1938 bis 1940 gewannen beide auch die dänischen nationalen Titelkämpfe im Doppel.

## Sportliche Erfolge
| Saison    | Veranstaltung                                    | Disziplin   | Platz | Name                                  |
| --------- | ------------------------------------------------ | ----------- | ----- | ------------------------------------- |
| 1933/1934 | Dänemark: Einzelmeisterschaften der Junioren U19 | Dameneinzel | 1     | Bodil Rise, Gentofte                  |
| 1936      | Denmark Open                                     | Damendoppel | 1     | Tonny Olsen / Bodil Rise              |
| 1938      | Denmark Open                                     | Damendoppel | 1     | Tonny Olsen / Bodil Rise              |
| 1937/1938 | Dänemark: Einzelmeisterschaften                  | Damendoppel | 1     | Bodil Rise / Tonny Olsen, Gentofte BK |
| 1938/1939 | Dänemark: Einzelmeisterschaften                  | Damendoppel | 1     | Bodil Rise / Tonny Olsen, Gentofte BK |
| 1939/1940 | Dänemark: Einzelmeisterschaften                  | Damendoppel | 1     | Bodil Duus / Tonny Olsen, Gentofte BK |